# Òdena
Òdena – gmina w Hiszpanii, w prowincji Barcelona, w Katalonii, o powierzchni 52,7 km². W 2009 roku gmina liczyła 3334 mieszkańców. Znajduje się w centrum basenu Òdena, na zboczu niewielkiego wzgórza.